# Bitwa morska pod Kopenhagą (1427)
Bitwa morska pod Kopenhagą – starcie zbrojne, które miało miejsce dnia 22 lipca 1427 r. w trakcie wojny duńsko-hanzeatyckiej toczonej w latach 1426–1435. Zakończyła się zwycięstwem Duńczyków i zdobyciem wielu statków handlowych Hanzy (w tym gdańskich) z towarami.

## Przyczyny i przygotowania
Licząca 36 okrętów (przeważnie kog) flota hanzeatycka, dowodzona przez burmistrza Lubeki Steena Tidemanna, od maja krążyła u wejścia do Sundu. Jej zadaniem było danie osłony dwom konwojom handlowych statków Hanzy zbliżającym się do Cieśnin Duńskich z dwóch stron jednocześnie: wracającemu z portów atlantyckich od Kattegatu oraz idącemu przez Bałtyk od Gdańska i Elbląga na Morze Północne od strony Sundu. Tymczasem pod Kopenhagą stała na kotwicach flota króla Szwecji i Danii, Eryka VII; z tej strony statkom hanzeatyckim groziło poważne niebezpieczeństwo, więc gdy tylko na horyzoncie pojawił się konwój bałtycki, flota hanzeatycka ruszyła pod Kopenhagę rozdzielając się w drodze na dwie eskadry – jedna dowodził osobiście Tidemann, drugą burmistrz Hamburga Henryk Hoyer.

## Przebieg bitwy
Flota duńska spodziewała się ataku i była dobrze przygotowana. Gdy więc na okręty doszła informacja z punktów obserwacyjnych na wyspie Amager, że nieprzyjaciel zbliża się obchodząc z dwóch stron wysepkę Saltholm, Duńczycy podnieśli kotwice z zamiarem rozbicia eskadr hanzeatyckich kolejno.
Pierwsza, obchodząc wysepkę szerokim łukiem od wschodu, zjawiła się pod Kopenhagą eskadra Hoyera. Flota duńska zaatakowała ją wszystkimi siłami. Duńczycy, znający doskonale płycizny i mielizny cieśniny, zaczęli tam właśnie spychać okręty przeciwnika, tak, że po niedługim czasie wszystkie kogi Hoyera osiadły na mieliźnie. Teraz okręty duńskie podchodziły kolejno do abordażu.
Nadpływająca od południa eskadra Tidemanna dostrzegła, co się stało, ale zamiast przyjść kogom Hoyera z pomocą, zawróciła i uciekła na Bałtyk ostrzegając jedynie statki konwoju południowego, że droga przez Sund jest zamknięta. Statki tego konwoju skierowały się do hanzeatyckich portów na Bałtyku.
Tymczasem załogi statków konwoju północnego, pewne, że flota duńsko-szwedzka została rozbita, bądź przynajmniej zablokowana pod Kopenhagą, spokojnie skierowały swe jednostki w głąb cieśniny, gdzie zostały otoczone przez flotę Eryka VII. Około 40 spośród nich zostało zdobytych (wśród nich 15 statków gdańskich), nieliczne zdołały zbiec na północ.

## Skutki
Bitwa pod Kopenhagą zakończyła się klęską Hanzy. 18 okrętów eskadry Hoyera wpadło w ręce Duńczyków, ich załogi, wraz z dowódcą, dostały się do niewoli, podobnie jak załogi przejętych statków handlowych. Niebagatelne też były straty materialne w postaci zarówno samych jednostek, jak i przewożonych towarów. Za niepowodzenie Tidemann został postawiony przed sądem i skazany na ciężkie więzienie.
Jednak skutkiem najpoważniejszym było wprowadzenie przez króla Eryka w roku 1428 opłat dla wszystkich statków obcych przechodzących przez Sund. Była to pierwsza taka stała opłata w historii żeglugi.